# الحملة الوطنية من أجل حقوق الطلبة
الحملة الوطنية من أجل حقوق الطلبة أو ما يطلق عليها اسم ذبحتونا، هو تجمع فضفاض من قوى مختلفة في الأردن وينسق لها طبيب الأسنان الأردني فاخر دعاس. تم إطلاق الحركة رسميا في 31 مارس 2007 وذلك من خلال بيان صدر باسم القوى والفعاليات الطلابية والشبابية بالتعاون مع عدد من مؤسسات المجتمع المدني والشخصيات الوطنية.

## التأسيس
شارك بتأسيس الحركة مجموعة من القوى المختلفة

### الأحزاب
1. حزب البعث العربي الاشتراكي
2. حزب جبهة العمل الإسلامي
3. حزب الحركة القومية
4. حزب الشغيلة الشيوعي الأردني
5. حزب جبهة العمل القومي
6. حزب حماية حقوق المواطن «حماة»
7. حزب الوحدة الشعبية الديمقراطي الأردني

### تجمعات وأفراد
1. تجمع القوى الطلابية في الجامعة الأردنية
2. مجلس النقابات المهنية
3. اتحاد المرأة الأردنية
4. المنظمة العربية لحقوق الإنسان
5. النائب خليل عطية
6. النائب د. عبد الرحيم ملحس
7. النائب ناريمان الروسان
8. مركز جذور / د. فوزي السمهوري
9. رابطة الكتاب الأردنيين
10. كتلة التجديد الطلابية

## الأهداف
1. إلغاء التوجه لرفع الرسوم
2. خفض الرسوم الجامعية بأسعارها الحالية
3. إلغاء قرار التعيين في الجامعة الأردنية وكافة تعليمات مجلس الطلبة لعام 2000
4. إلغاء الصوت الواحد في انتخابات مجالس الطلبة
5. إعطاء الطلبة حرية العمل الطلابي والوطني في الجامعات
6. المطالبة بإقامة اتحاد عام لطلبة الأردن

## نشاطات الحملة

### يوم الغضب الطلابي 11 نوفمبر 2014
في الأول من شباط عام 2014 كشفت الحملة عن توجه الجامعة الأردنية لرفع رسوم الموازي والدراسات العليا بنسب مرفعة، وفي الثاني عشر من شباط 2014، وبعد أقل من أسبوعين على بيانها، عقدت «ذبحتونا» الملتقى الوطني لرفض رفع الرسوم الجامعية بحضور ومشاركة أكثر من 30 هيئة تمثل النقابات المهنية والأحزاب ونواب وشخصيات وطنية وإعلامية وقيادات وقوى طلابية مجتمع مدني، في مجمع النقابات المهنية وذلك تحت شعار معاً لرفض رفع الرسوم الجامعية وخصخصة التعليم، وأصدرت القوى المشاركة بياناً يؤكد على رفض أي محاولات رسمية لرفع الرسوم الجامعية. خرج بعدها رئيس الجامعة الأردنية ليعلن تراجع إدارة الجامعة الأردنية عن قرارها.
في الرابع من حزيران من نفس العام، رصدت حملة ذبحتونا، قيام إدارة الجامعة الأردنية برفع رسوم الدراسات العليا بنسب تراوحت ما بين 100%-230% من خلال نشرها للرسوم الجديدة على الموقع الإلكتروني للجامعة، دون أي تصريح من قبل إدارة الجامعة بقيامها بعملية الرفع. وبعد أسبوعين رفعت إدارة الجامعة رسوم الموازي لكافة التخصصات وبنسب تراوحت ما بين ال30%-100%، وأصدرت ذبحتونا بياناً فندت فيه كافة ادعاءات الجامعة الأردنية حول أسباب رفعها للرسوم، مؤكدة على تحقيق الجامعة أرباحاً كبيرة في البرنامج الموازي والدراسات العليا، وهو الأمر الذي يناقض تصريحات رئيس الجامعة، والتي أشار فيها إلى أن الجامعة "تخسر" في البرنامج الموازي".
بدأت «ذبحتونا» فعالياتها باعتصام «نشر الغسيل» في 11 حزيران، حيث اعتصم عشرات الناشطين أمام البوابة الرئيسية للجامعة الأردنية وقاموا بنشر تفاصيل حقيقة أرباح الجامعة الأردنية. كما نظمت الحملة فعالية ساخرة في نفس الموقع بعد أقل من أسبوعين تحت شعار شركات مش جامعات. وفي 19 يونيو عقدت الحملة ملتقى وطنياً في النقابات المهنية أكد على رفض قرار الجامعة الأردنية. وفي 4 تموز أطلقت الحملة المرحلة الثانية من فعالياتها التصعيدية والتي تمثلت بإطلاق حملة لأكبر جدارية لرفض رفع الرسوم الجامعية. ومن ثم وفي 30 يونيو تم تسجيل أول اعتصام لطلبة الجامعة الأردنية احتجاجاً على قرار رفع الرسوم. وفي الثاني من تموز، قامت حملة ذبحتونا بدعوة الطلبة والناشطين لإرسال رسائل عبر الواتس أب إلى وزير التعليم العالي ورئيس الجامعة الأردنية تؤكد رفضهم رفع الرسوم الجامعية. توسع اطار الحملة وفي 21 تموز لتشمل جامعات الأطراف مثل جامعة الطفيلة التقنية، اليرموك، العلوم والتكنولوجيا إضافة إلى محافظة الزرقاء والعاصمة عمان. وفي 23 أيلول أعلن طلبة الجامعة الأردنية تشكيل التجمع الطلابي لإلغاء قرار رفع الرسوم ويضم اتحاد الطلبة، وكتلة التجديد العربية وأبناء العودة والاتجاه الإسلامي ومستقلين.
يوم 10 آب اعتصمت حملة ذبحتونا أمام وزارة التعليم العالي تحت شعار: «أعيدوا الدعم الحكومي.. الجامعات للفقراء أيضاً» وقدمت رسالة إلى وزير التعليم العالي بهذا الشأن. في 12 تشرين أول أطلقت ذبحتونا المرحلة الثالثة من خطواتها التصعيدية وتمثلت بإطلاق حملة كتابة شعار #جامعات_مش_شركات ونشرها على شبكة التواصل الاجتماعي.وفي 4 تشرين الثاني عقدت الحملة ملتقى وطنياً تحضيراً ليوم الغضب الطلابي.
يوم الثلاثاء 11 نوفمبر انطلق يوم الغضب الطلابي ، حيث كان من المقرر أن يمضي المعتصمون ليلتهم أمام البوابة الرئيسية للجامعة الأردنية ولليلة واحدة فقط؛ إذ تجمهر مئات الطلبة والشباب والفعاليات الوطنية، وألقيت كلمات وردد الطلبة هتافات وأهازيج حماسية واستمر الاعتصام حيوياً ونشطاً وسط حماسة غير مسبوقة وتغطية إعلامية واسعة من الساعة الثالثة عصراً إلى أن تم فض الاعتصام بالقوة في تمام الساعة التاسعة ليلاً. عبر ترتيب بين الأمن الجامعي والبلطجية بحماية الأمن العام والدرك. وتعرض أربعة طلاب وطالبة للإصابة جراء إطلاق الألعاب النارية تجاههم.
يوم الأربعاء 12 نوفمبر عقدت «ذبحتونا» مؤتمراً صحفياً أعلنت فيه استمرار احتجاجاتها وفعالياتها إلى أن يتم إسقاط قرار رفع الرسوم مستنكرة العقلية القمعية التي قامت بفض اعتصام سلمي بالقوة. لإرداة الطلابية إنجازاً تاريخياً.